# Teoría de la argumentación
La teoría de la argumentación es una rama de la filosofía de carácter interdisciplinario que estudia la forma en que se obtienen y se presentan conclusiones a través de la lógica, es decir, mediante premisas. Incluye el arte y la ciencia del debate civil, el diálogo, la conversación y la persuasión. Estudia las reglas de la inferencia, la lógica y las reglas procedimentales, tanto en el mundo real como en sistemas artificiales.
La teoría de la argumentación incluye el debate y la negociación, los cuales están dirigidos a alcanzar conclusiones de mutuo acuerdo aceptables. También incluye el diálogo erístico, una rama del debate social en el cual la principal motivación es la victoria sobre un oponente. Este arte y ciencia es con frecuencia el medio por el cual algunas personas protegen sus creencias o propios intereses en un diálogo racional, en simples coloquios o durante el proceso de argumentación o defensa de ideas.
La argumentación es usada en los juicios para probar o refutar la validez de ciertos tipos de evidencias. Los estudiosos de la argumentación estudian las racionalizaciones post hoc mediante las cuales un individuo puede justificar decisiones que originalmente pudieron haber sido realizadas de forma irracional.

## Historia
Desde la antigüedad, la argumentación ha sido objeto de interés en todas las áreas donde se practica el arte de hablar y de escribir de manera persuasiva. En la actualidad, el estudio de la argumentación ha recobrado vigencia debido a la gran influencia que los medios de comunicación tienen sobre la sociedad. Esta influencia se manifiesta en el planteamiento de estrategias argumentativas para convencer al público acerca de ciertos valores e ideas. Ejemplo de esto son los discursos argumentativos relacionados con la publicidad o el pensamiento político. Así pues, la principal motivación del estudio de la argumentación (por parte de los argumentadores) consiste en establecer si el razonamiento planteado es verosímil, es decir, si quien es objeto de la argumentación estará dispuesto a aceptarla.
Un argumento no es solamente la afirmación de algunas opiniones, ni tampoco simplemente es una disputa. Son intentos de apoyar opiniones con razones.
De este modo son esenciales. Lo es así porque es una forma de tratar de documentarse acerca de qué opiniones son mejores que las demás, ya que no todos los puntos de vista son iguales para las personas. Algunas conclusiones pueden apoyarse en buenos razonamientos, mientras que otras tienen un sustento más débil, pero frecuentemente se desconoce cuál es cuál. Por ello, se tienen que dar argumentos en favor de las conclusiones, para luego valorarlos y considerar cuán fuertes y verdaderos son.
Por lo tanto, argumentar es importante por otro motivo, ya que una vez que se ha llegado a una conclusión apoyada en razones se explica y se la defiende mediante argumentos.

## Componentes de la argumentación
- Una tesis o conclusión principal a favor de la cual se quiere argumentar.
- Un conjunto de premisas desde las cuales se pretende inferir la tesis.
- Un argumento que muestre cómo de las premisas se sigue la tesis.
- Identificar y entender la presentación de un argumento, explícito o implícito, las metas o propósitos de los participantes en los diferentes tipos de diálogo.
- Identificar la conclusión y sus premisas, es decir, la conclusión es derivada de estas.
- Establecer el Onus probandi o carga de la prueba para determinar quién hizo la afirmación inicial y por consiguiente el responsable de proveer las evidencias por las que su posición merece ser aceptada.
- Se pone en orden las evidencias para su posición con objeto de convencer o forzar la aceptación del oponente. El método por el cual esto es realizado es mediante válidos, atinados y convincentes argumentos, faltos de flaqueza y no fácilmente atacables, criticables o impugnables.
- Identificar fallos en el argumento o razonamiento del oponente para poder atacar las razones o premisas del mismo y proveer contraejemplos, si es posible, para identificar falacias que muestren que una conclusión válida no puede ser derivada de las razones o argumentos que el oponente ha mostrado.

## Tipos de discursos persuasivos
Se reconocen tres tipos de discursos persuasivos: la demostración, la argumentación y la descripción:
- La demostración trata de llegar a una conclusión partiendo de premisas mediante razonamientos deductivos. En la demostración no aparece ninguna marca del sujeto que la enuncia. Aparentemente, se habla de hechos y no de opiniones.
- La argumentación trata de causas y consecuencias, se evalúa en relación con una situación dada y se expresa con palabras comunes. En esta situación es donde se comprueba si la argumentación ha logrado su objetivo primordial: convencer al destinatario para que adopte un determinado punto de vista o realice cierta acción u omisión.
- La descripción se ubica en una línea intermedia entre ambos discursos. Se la acepta o rechaza en relación con lo que ha sido explicado, por lo cual es necesario el debate donde se expresan y defienden una opinión.

## Contexto de la argumentación
Cuando alguien desarrolla una argumentación para convencer a otro de que acepte su tesis, lo hace en un determinado contexto. Éste abarca las creencias, las costumbres, las ideas de la comunidad a la cual ambos pertenecen. Además, el contexto determina las convenciones lingüísticas que ambos usan, es decir, el valor semántico de las palabras empleadas. Cuando el contexto en el que se desarrolla la argumentación, no es común a sus participantes, alguien puede fácilmente utilizar palabras que resulten molestas o agraviantes para los demás.

## Condiciones de la argumentación
Para plantear un discurso argumentativo es necesario conocer las condiciones de propiedad y legitimidad. Las condiciones de propiedad son las características que tiene que reunir el destinatario a quien se dirige el argumentador, es necesario conocerlas para que el argumento sea efectivo. Las condiciones de legitimidad tienen que ver con la autenticidad de la figura del argumentador.
De acuerdo con las condiciones de propiedad, en primer lugar se argumenta partiendo de que el otro no adhiere a la tesis, pero puede llegar a convencerse de ella. En segundo lugar, se argumenta a partir del supuesto de que el otro tiene la inteligencia y los conocimientos necesarios para comprender los argumentos.
En cuanto a las condiciones de legitimidad, a veces, cuando el argumentador no está seguro de que el otro confía en su legitimidad, puede apelar a enunciados justificativos.
El argumentador también debe suponer que el otro puede ser persuadido mediante una argumentación adecuada: si encuentra resistencia, será posible desplegar las estrategias persuasivas necesarias para hacerlo cambiar de opinión. La argumentación es legítima cuando hay una concesión mutua de derechos entre los interlocutores. En este campo inciden no solo el contexto de la situación, sino también los roles de autoridad que se establecen entre ellos.